# سکلو
سُکُلُو (به چکی: Sokolov) شهری در منطقه کارلووی واری کشور جمهوری چک است که جمعیت آن در سال ۲۰۰۷ میلادی ۲۴٫۴۵۶ نفر بوده‌است.